# Mount Frissell
Mount Frissell – góra w Stanach Zjednoczonych, w paśmie Taconic (część Appalachów), w pobliżu trójstyku granic stanów Massachusetts, Connecticut i Nowy Jork. Szczyt wznosi się na wysokość 747 m n.p.m. i znajduje się na terenie gminy Mount Washington, w stanie Massachusetts. Południowe zbocze góry leży w gminie Salisbury, w stanie Connecticut – na nim znajduje się najwyższe wzniesienie stanu Connecticut (725 m n.p.m.).